# Condado de Montbéliard
El condado de Montbéliard (en francés: Comté de Montbéliard; en alemán: Grafschaft Mömpelgard) fue un condado feudal del Sacro Imperio Romano Germánico con sede en la hoy ciudad francesa de Montbéliard, en la actual región del Borgoña-Franco Condado. Desde 1444 en adelante fue gobernado por la Casa de Wurtemberg.

## Historia
El condado fue establecido en 1042 por el emperador Enrique III en el territorio del condado de Borgoña, entonces parte del Reino de Arlés, parte constituyente del Imperio desde 1033. Fue liderado por una línea de condes de Montbéliard descendientes de un vasallo de Conrado, Luis de Mousson en la Alta Lorena, marido de la condesa Sofía de Bar, y sus sucesores de la familia Scarpone. En 1163 el señor Amadeo II de Montfaucon pasó a ser conde de Montbéliard por su matrimonio con Sofía, hija del conde Teodorico II (Thierry II), quien no dejó herederos varones.

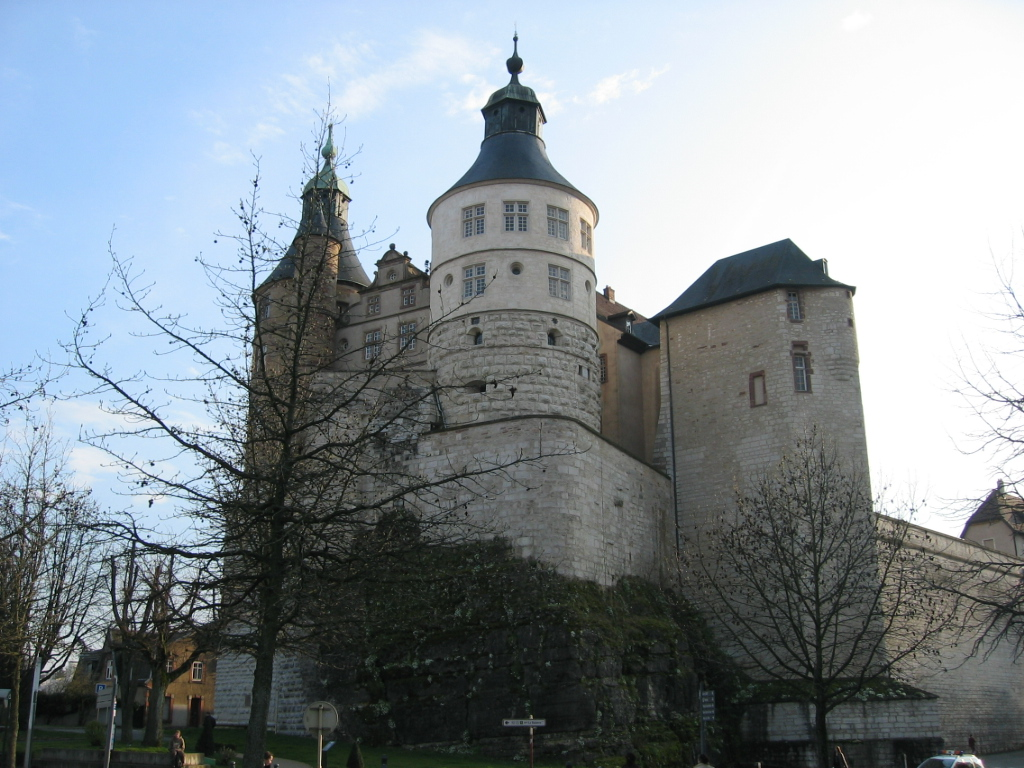
Castillo de Montbéliard.

En 1407, el matrimonio de la condesa Enriqueta, heredera del conde Esteban de Montfaucon, con Everardo IV de Wurtemberg inclinó el condado en el entorno de la nobleza suaba en Alemania. Además del condado de Montbéliard, la condesa Enriqueta trajo como dote de boda feudos, como los señoríos de Granges-le-Bourg, Clerval, Passavant, Etobon, Porrentruy, con los feudos de Saint-Hippolyte, y los territorios de Franquemont (Goumois). Algunos de ellos se hallaban en el condado de Borgoña, pero la condesa ejercía también en ellos el señorío jurisdiccional en virtud del legado de su abuelo Esteban de Montfaucon y del vasallaje al duque borgoñés Juan Sin Miedo. Por el advenimiento de este matrimonio, la herencia del condado de Montbéliard y sus dependencias fueron añadidos a Wurtemberg, que incorporó los señoríos de Riquewihr, Ferrette y el condado de Horbourg en Alsacia.
Everardo IV murió en 1419 y a la muerte de Enriqueta en 1444, Montbéliard fue adjudicado a su hijo, el conde Luis I de Wurtemberg-Urach. Su hijo Everardo V anexó Montbéliard como parte del unificado condado de Wurtemberg, aunque todavía mantuvo su estatus de territorio con inmediación imperial y como condado separado. No tenía condición de vasallaje de Wurtemberg; era su igual, como compromiso matrimonial entre el conde Everardo IV y Enriqueta. De facto el territorio romance retendría «todos sus derechos, tradiciones y costumbres, así como su lengua», como era costumbre en el vasto Sacro Imperio Romano Germánico. En 1495 el conde de Montbéliard, Everardo V de Wurtemberg, fue elevado al rango de duque y el condado pasó a ser el "principado de Montbéliard". Bajo el exiliado Ulrico, viró a la fe protestante en 1524.
A pesar de las vicisitudes, Monbéliard fue gobernado por ramas menores de la Casa de Wurtemberg durante varios siglos. El conde Federico I de Montbéliard volvió a heredar el ducado de Wurtemberg en 1593, pero en 1617 el condado fue de nuevo separado para su hijo menor, Luis Federico, y gobernado por sus descendientes hasta que cayó de nuevo en manos de los Wurtemberg en 1723. Con la anexión en 1748 de los "Cuatro Territorios" (dependencias de Héricourt - el señorío de Chatelot, capital en Saint-Maurice-Colombier,  - Montécheroux - Blamont, ya ocupados por los franceses desde 1699) por el rey Luis XV de Francia, el Principado fue reducido a un "simple condado" hasta la Revolución Francesa, o más precisamente hasta noviembre de 1793.

## Integración en Francia
En 1793, el condado de Montbéliard fue ocupado por la Primera República Francesa, que sumó a su territorio cuarenta nuevas poblaciones (Abbévillers, Aibre, Allenjoie, Allondans, Arbouans, Audincourt, Badevel, Bart, Bavans, Bethoncourt, Bretigney, Brognard, Courcelles-lès-Montbéliard, Couthenans, Dambenois, Dampierre-les-Bois, Dasle, Désandans, Dung, Étouvans, Étupes, Exincourt, Fesches-le-Châtel, Grand-Charmont, Issans, Laire, Montbéliard, Nommay, Présentevillers, Raynans, Sainte-Marie, Sainte-Suzanne, Saint-Julien-lès-Montbéliard, Semondans, Sochaux, Taillecourt, Valentigney, Le Vernoy, Vieux-Charmont y Voujeaucourt). Con Mandeure, de la República de Mandeure anexionada en el mismo tiempo, estas municipalidades fueron primero ligadas al departamento de Haute-Saône, constituyendo el nuevo distrito de Montbéliard en 1793, incluyendo 3 cantones (Audincourt, Désandans y Montbéliard).
Después de que las tropas francesas a las órdenes de Jean Victor Marie Moreau hicieran campaña en Wurtemberg en el curso de la Guerra de la Primera Coalición en 1796, el Duque Federico II Eugenio finalmente renunció a todos sus derechos sobre Montbéliard. En 1797, los cantones fueron transferidos al departamento de Mont-Terrible. Este departamento fue abolido en 1800, siendo anexado al departamento del Alto Rin. Con el nuevo arreglo logrado ese mismo año, hubo más de 2 cantones (Audincourt y Montbéliard) en el distrito de Porrentruy. En 1814, el condado de Montbéliard y la antigua república de Mandeure fueron transferidos al departamento francés del Doubs, según estableció el Tratado de París.

## Gobernantes

### Casa de Scarpone
- Luis (1042-1073)
- Teodorico I (1073-1105)
- Teodorico II (1105-1163)

### Casa de Montfaucon
- Amadeo I (1163-1195)
- Ricardo I (1195-1227)
- Teodorico III (1227-1283)
- Guillemette (1283-1317), con Reginaldo
- Reginaldo (1317-1322), solo
- Othenin (1322-1332)
- Enrique I (1332-1367)
- Esteban (1367-1397)
- Enriqueta (1397-1444)

### Casa de Wurtemberg
- Luis I (1444-1450)
- Luis II (1450-1457)
- Everardo I (1457-1473; 1482-1496)
- Enrique (1473-1482)
- Everardo II (1496-1498)
- Ulrico (1498-1526; 1534-1542)
- Jorge I (1526-1534; 1553-1558)
- Cristóbal (1542-1553)
- Federico I (1558-1608)
- Juan Federico (1608-1617)
  - De 1617 a 1723, Montbéliard fue gobernado por la rama de Mömpelgard de la Casa de Wurtemberg. Ocupado por Francia entre 1676-1699.
- Everardo Luis (1723-1733)
- Carlos I Alejandro (1723-1737)
- Carlos II Eugenio (1744-1793)

#### Casa de Wurtemberg-Mömpelgard
- Luis Federico (1617-1631)
- Leopoldo Federico (1640-1662)
- Jorge II (1662-1699)
- Leopoldo Everardo (1699-1723)